# Тріумф смерті (Брейгель Старший)
«Тріумф смерті» (нід. De triomf van de dood) — картина фламандського художника Пітера Брейгеля Старшого, імовірно створена в період з 1562 по 1563 рік. За основу був узятий популярний у ті часи сюжет танцю смерті. Брейгель цією картиною передав власне світосприйняття, а також адаптацію сюжетів картин іншого відомого художника — Ієроніма Босха.
Картина «Тріумф смерті» зберігається в Національному музеї Прадо (Іспанія). Вона є досить популярною серед мистецтвознавців та поціновувачів, але попри те доволі рідко надається для демонстрації в інших музеях світу. Останнього разу вона була надана віденському музею історії мистецтв для участі у виставці, що була присвячена 450-річчю з дня смерті Пітера Брейгеля Старшого.
Разом з «Падінням бунтівних янголів» та «Божевільна Грета» «Тріумф смерті» складає серію картин під назвою «Трилогія пошуку Бога», яка стосується теми пороків, шляхів спасіння і комплексу невидимої присутності чи відсутності Бога.

## Історія картини
Створенню картини передував період подорожей та переїздів художника. Після відвідин Італії та знайомства з творчістю місцевих колег Брейгель у 1554 році повернувся до Антверпена, де жив та працював. З часом він переїхав на деякий час до Амстердама, але затримався там ненадовго і згодом остаточно переселився до Брюсселя, де в період з 1562 по 1563 рік і була написана картина «Тріумф смерті».
Тема мерців, що танцюють один з одним або з живими людьми — досить популярний сюжет в середньовічній творчості. «Танок смерті» — це синтетичний жанр, який був притаманний європейській культурі з XIV по першу половину XVI століття. Безсумнівно, приводом цьому слугували численні лиха, що випали на долю європейського суспільства  — епідемії чуми, війни, голод, високий рівень смертності серед населення загалом. Безпосередньо на своєму полотні Брейгель зобразив наслідки «чорної смерті», сучасником декількох спалахів якої він був (у 1544—1548 та 1563—1566 роках). Вважається, що під час своєї подорожі до Італії Пітер Брейгель ознайомився з роботами невідомих художників, що зображали скелета на коні, що їде через натовп людей, як ключову фігуру своїх композицій. Ця ідея надихнула його на створення картини зі своєю версією викладення, що отримала назву — «Тріумф смерті». Наразі відсутні відомості, хто був замовником картини чи власником нею упродовж першого часу після написання. Першим імовірно відомим її власником до 1591 року був Веспасіано Ґонзаґа — італійський аристократ, дипломат, письменник, військовий інженер и кондотьєр, а також меценат. Після смерті останнього в 1591 році новим власником полотна стала його донька — Ізабелла Ґонзаґа. На період з 1637 по 1644 рік картина перейшла у власність принцеси — Анни Каррафа (Стільяно, південь Італії). Наступним власником у 1644 році став герцог — Раміро Нуньєс де Ґузман. Полотно перебувало в його колекції в Неаполі до 1655 року, а потім — у Мадридській колекції до 1668 року. У період з 1668 по 1745 рік відомостей про перебування картина та її власників немає. Наступні згадки про полотно з'являються лише 1745 року, коли його придбали для колекції при дворі іспанської королеви Єлизавети Фарнезе. У палаці Ла Гранха «Тріумф смерті» перебувала до 1827 року, коли була передана в музейний фонд Прадо в Мадриді під номером P001393.
Доктор мистецтвознавства та головний куратор Королівського музею витончених мистецтв в Антверпені Вальтер Ванбеселаре ще в 1944 році висловив припущення, що картина є частиною трилогії, де її логічним продовженням є «Божевільна Грета» та «Падіння бунтівних янголів». У 2011 році його дослідження підтримала та значно розвинула Ганна Павлак (англ. Anna Pawlak), опублікувавши свою дисертацію під назвою «Trilogie der Gottessuche», видавництво Gebr. Mann Verlag. За її переконанням всі три картини дійсно були спочатку створені в одному жанрі та концептуальній ідентичності, а саме трилогії, яка стосується теми пороків, шляхів спасіння і комплексу невидимої присутності чи відсутності Бога. Єдність трьох картин «розкривається лише на рівні, який виникає не тільки з формальних відповідностей, але й перш за все в сутності ментального синтезу». Павлак пропонує об'єднати роботи під спільною назвою — «Трилогія пошуку Бога».
Оскільки на картині відсутній підпис автора, то час від часу виникають дискусії щодо дати закінчення роботи. У своїй статті від 1968 року «Bruegel's The Triumph of Death Reconsidered» мистецтвознавець Петер Тон (англ. Peter Thon) висунув припущення, що полотно було написане наприкінці 1560-х років, але не раніше 1567. Як аргумент він наводив свої гіпотези, що в сюжеті смерть уособлювала собою постать герцога Альби та його діяльність в Нідерландах. Оскільки описані події відбувалися починаючи з 1567 року, то й картина була написана не раніше цієї дати. Його погляди поділяв і бельгієць — Роберт Леон Делевой (англ. Robert Leon Delevoy). На противагу їм виступав угорський історик мистецтв та експерт Шарль де Тольне. Він оголосив, що датою написання є 1562 рік, проводячи паралелі з іншою картиною автора — «Падіння бунтівних янголів». Обидві роботи мають багато подібності в манері виконання та стилі, а оскільки остання має підпис, то й «Тріумф смерті» слід віднести до аналогічного періоду створення.
Наприкінці квітня 2018 року Національний музей Прадо представив картину «Тріумф смерті» на огляд після майже дворічної реставрації. Роботи по відновленню були виконані Марією Антонією Лопес де Асьєн (ісп. Maria Antonia Lopez de Asiain) та Хосе де ла Фуенте (ісп. Jose de la Fuente) за підтримки програми Fundación Iberdrola España. Реставраційні роботи полягали у відновленні структурної стабільності та оригінальних кольорів, унікальної мальовничої техніки, заснованої на точних мазках у фонових областях та чіткості на передніх площинах. Оригінальна картина, як стало відомо під час реставрації, була прихована під значним шаром фарби, що свідчить про невдалі попередні спроби відновлення картини. Завдяки роботі іспанських художників було повернуто ефект однорідності тону. Це стало можливим завдяки використанню інфрачервоної рефлектографії та вивченню копій, які були зроблені синами Брейгеля.

## Опис

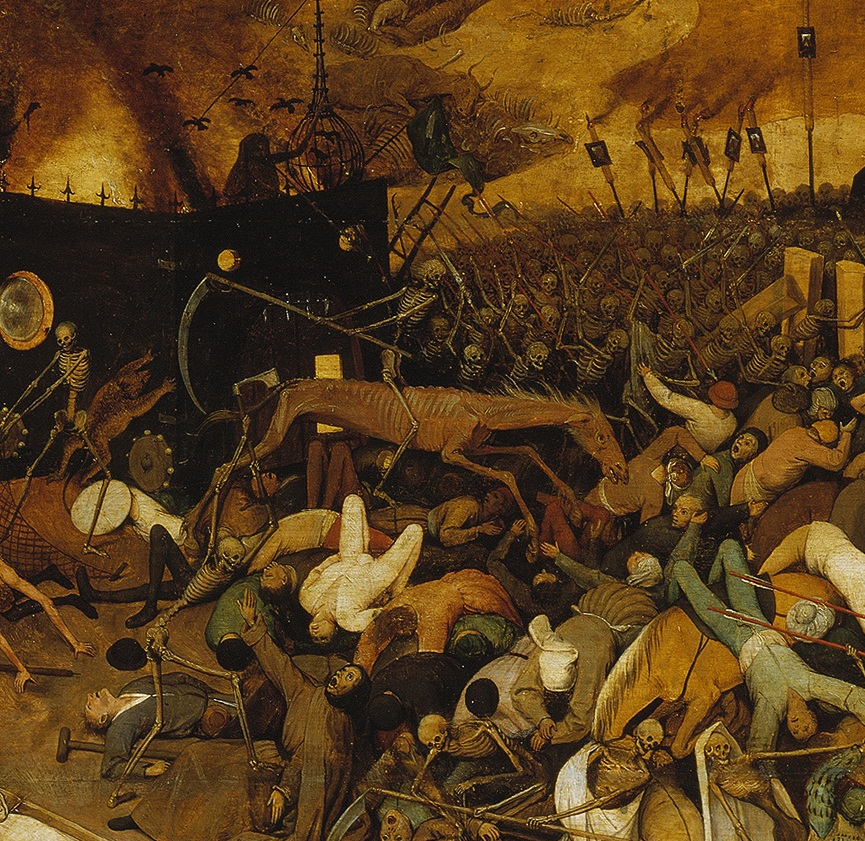
Смерть на рудому коні веде за собою армію пітьми, що безперешкодно знищує світ живих (фрагмент картини)

Тема страшного суду наприкінці середньовіччя мала два варіанти, де самостійним персонажем виступала смерть. Сюжет «Тріумфу смерті» пов'язаний зі старовинною італійською легендою про зустріч мерців й живих та експресивного танцю («Totentanz», «Dances macabres») з його чіткими північними коріннями, які беруть початок з романської доби. Пітер Брейгель об'єднав обидва варіанти, створивши масштабну панораму пекла, що запанувало на землі. У Босха, якого Брейгель наслідував, сцени пекельного бачення відбуваються в ірреальному, уявному просторі, в той час як в останнього інтонаційний стрій відзначається абсолютно правдивим прибережним ландшафтом Фландрії, тобто реальністю. Погляд глядача зумисне чітко прив'язаний до оголених пагорбів та сирої смуги моря на горизонті. Ландшафт переданий збіднілим, нудним, де, однак, можна розгледіти долю, яка була зображена у вигляді поколінь предків, що повстали проти своїх грішних нащадків. Ключовим елементом є саме смерть, що жне своє поле, попри вік, суспільний стан чи досягнення жертв.
Італійський поет Франческо Петрарка у своєму творі «Тріумфи» (1373 рік) описував шість алегоричних фігур, де кожна наступна тріумфує над попередньою: кохання, милосердя, смерть, велич, час, вічність. Таким чином, смерть, за Петраркою, — це не кінець. Кардинально інакше мислить Брейгель та передає своє бачення на полотні. За його задумом смерть якраз і є кінцем, що не залишає ніяких сподівань — ні на велич, ні на час, ні на вічність.

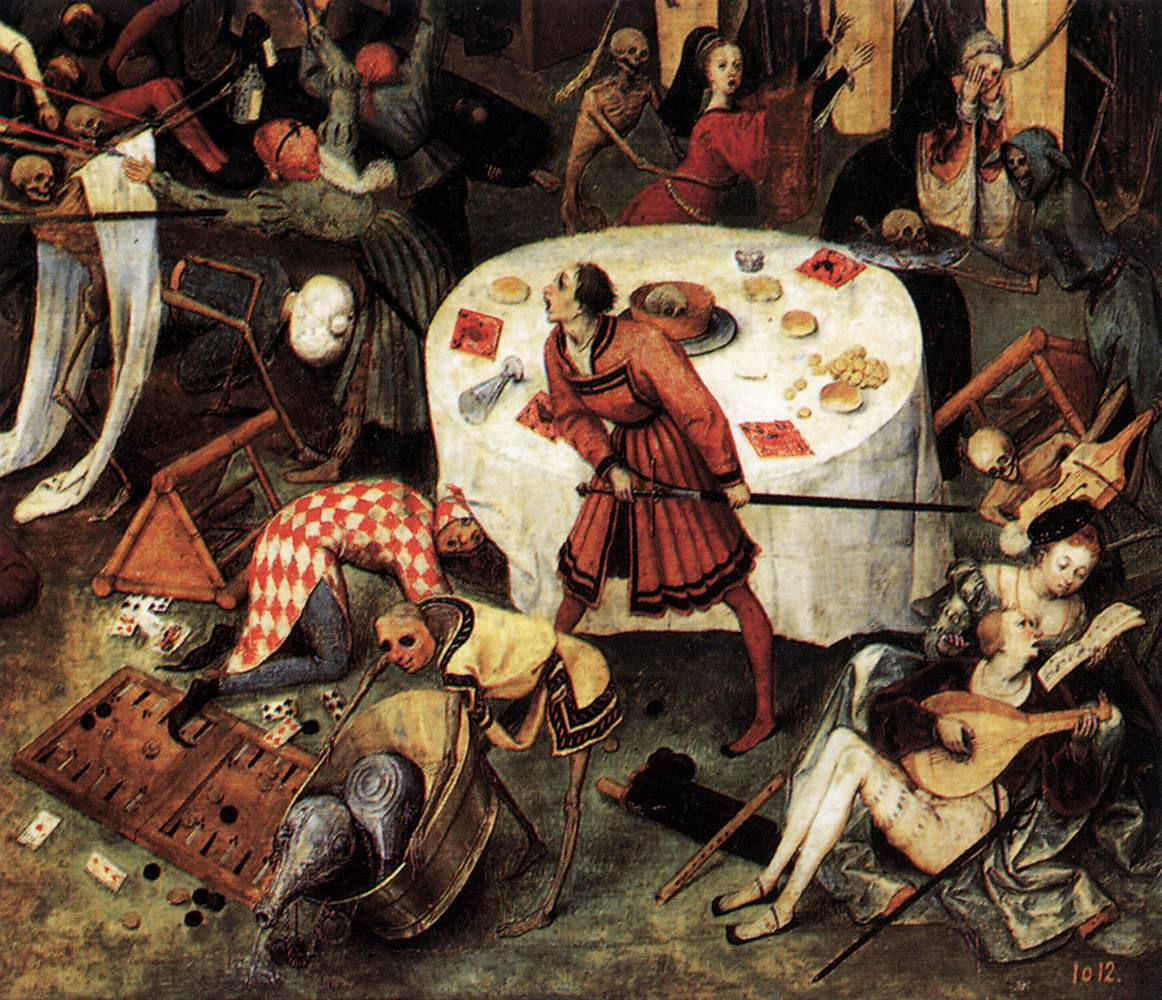
Закохана пара, що виглядає заспокоєною та навіть байдужою до всього, що відбувається (фрагмент картини)

Саме тому, щоб максимально передати тріумф смерті над усім земним, художник зобразив її незліченною армію скелетів. Смерть, як ключова фігура композиції, на рудому коні веде за собою армію пітьми, що безперешкодно знищує світ живих. Тло носить відтінок жаху, а інша частина композиції представлена безплідним пейзажем зі сценами руйнування та різанини.
Брейгель збудував сюжет картини таким чином, щоб позбавити глядача будь-якої надії на позитивну розв'язку, оскільки відсутні янголи чи інші символи порятунку.
У картині люди не діляться на грішних та безгрішних, всіх очікує одна доля й ніщо не вказує на можливість уникнути смерті. Ті, хто намагається врятуватися у великій коробці зі знаком хреста на дверях, не помічають, що це насправді є пастка. Та й самі демони прикриваються щитами зі знаком хреста.
Серед зображених присутні представники всіх верств населення та достатку. Декотрі з них намагаються боротися з долею, що їх спіткала, інші ж навпаки — змирилися з нею. На тлі всієї цієї вакханалії лише закохана пара, зображена в нижньому правому куті, виглядає заспокоєною та навіть байдужою до всього, що відбувається. У виконанні Брейгель вирішив наситити картину червоно-коричневим відтінком, що було покликане максимально передати атмосферу пекла. Дослідники творчості художника вважають, що він чи не першим серед своїх колег почав зображати смерть одночасно з відтінком страхання та сарказму. На картині вона не лише влаштовує масові жнива людей, що приводять до закінчення їхнього життя, а й знущається з них, розігруючи уявне милосердя. Наприклад, людина вбита чи поранена, а смерть допомагає їй зручно розміститися на землі для комфортної загибелі. В іншому епізоді король з атрибутами влади та одягнений в мантію поверх лицарських обладунків падає на землю, тоді як смерть допомагає йому, дбайливо підтримуючи за плечі та голову.

## Відгуки
Художник, історик мистецтв та письменник Максим Кантор відгукується про Брейгеля, як про митця, що мав талант складні речі зображати зрозумілими та простими словами. Разом з тим, Кантор відносить картину «Тріумф смерті» до таких, що не вирізняються вигадливістю.
Незалежний вчений, мистецтвознавець та дослідниця творчості Пітера Брейгеля Старшого Маргарет А. Салліван (англ. Margaret A. Sullivan) схарактеризувала картину, як роботу, що «уособлює собою один із найпопулярніших сатиричних предметів в гуманістичній філософії, де смерть — перспектива життя». На її думку, полотно є сатиричним поглядом автора на дії як реформаторського руху, так і католицької церкви, що робить Брейгеля Старшого — гуманістом-критиком.
Американський історик та мистецтвознавець Волтер Самуель Гібсон зазначив, що картина не стільки релігійна, як політична. На думку дослідника, мотивом для її створення послугував початок війни за незалежність в Нідерландах, сучасником якої став сам художник.
Філософ, культуролог, теоретик європейської культури та мистецтва Бахтін Михайло Михайлович відгукувався про «Тріумф смерті», як про картину, що має глибокий символічний зміст і віддзеркалює особливості формування нового протестантського світогляду північних країн, мистецькі інтенції якого, у першу чергу, повинні бути спрямовані на реалізацію дидактичних функцій.
Ще далі у своїх роздумах пішов письменник та драматург Леонов Леонід Максимович. Він висловлював вдячність творчості художника за те, що на полотнах останнього оживала епоха. Завдяки Брейгелю Старшому Леонов, за його словами, опанував дво- та трипланову композицію, а картина «Тріумф смерті» надихнула до створення філософського-містичного роману «Піраміда», над яким автор працював упродовж сорока років.